# Bibești, Gorj
Bibești este un sat în comuna Săulești din județul Gorj, Oltenia, România.
Satul a avut  echipa de fotbal ce se numea ''Tractorul Bibesti''.
 Acest articol despre o localitate din județul Gorj este deocamdată un ciot. Puteți ajuta Wikipedia prin completarea lui.